# سكيب هارليكا
سكيب هارليكا (بالإنجليزية: Skip Harlicka)‏ مواليد 14 أكتوبر 1946 في ترنتون، هو لاعب كرة سلة أمريكي سابق. بدأ مسيرته الاحترافية في سنة 1968. تم اختياره من قبل فريق أتلانتا هوكس خلال الدرافت. حمل الرقم 21. يبلغ طوله 6 قدم 1 بوصة (1.9 م). اعتزل اللعب في 1969.

## روابط خارجية
- سكيب هارليكا على موقع إن بي أي (الإنجليزية)
- سكيب هارليكا على موقع سبورتس رفرنس (الإنجليزية)
- سكيب هارليكا على موقع كلية كرة السلة في سبورتس رفرنس.كوم (الإنجليزية)
- سكيب هارليكا على موقع ريلجم (الإنجليزية)
- سكيب هارليكا على موقع بروبوليرز (الإنجليزية)